# Bactrocera fulvicauda
Bactrocera fulvicauda
 es una especie de díptero que Perkins describió por primera vez en 1939. Bactrocera fulvicauda pertenece al género Bactrocera de la familia Tephritidae. 